# Ricky Nelson Live: 1983–1985
Ricky Nelson Live: 1983–1985 – album koncertowy zawierający nagrania z koncertów amerykańskiego piosenkarza Ricky'ego Nelsona, które odbyły się w latach 1983–1985. Został wydany po śmierci piosenkarza przez Rhino Records w 1989 roku. 

## Utwory
| A1 | Stood Up / Waitin' In School |
| A2 | I Got A Feeling              |
| A3 | Travelin' Man                |
| A4 | Hello Mary Lou               |
| A5 | Garden Party                 |
| B1 | You Know What I Mean         |
| B2 | That's All Right             |
| B3 | Believe What You Say         |
| B4 | Milk Cow Blues Boogie        |
| C1 | Never Be Anyone Else But You |
| C2 | Fools Rush In                |
| C3 | It's Up To You               |
| C4 | Poor Little Fool             |
| C5 | It's Late                    |
| D1 | Honky Tonk Women             |
| D2 | My Bucket's Got A Hole In It |
| D3 | Boppin' The Blues            |
| D4 | Lonesome Town                |